# Phlegmariurus fordii
Phlegmariurus fordii är en lummerväxtart som först beskrevs av Bak., och fick sitt nu gällande namn av Ren Chang Ching. Phlegmariurus fordii ingår i släktet Phlegmariurus och familjen lummerväxter. Inga underarter finns listade i Catalogue of Life.